# わが心の銀河鉄道 宮沢賢治物語
『わが心の銀河鉄道 宮沢賢治物語』（わがこころのぎんがてつどう みやざわけんじものがたり）は、1996年10月19日に公開された日本映画。緒形直人主演、大森一樹監督。「わが心の銀河鉄道　宮沢賢治物語」製作委員会製作、東映配給。　

## 概要
岩手出身の農学校教師にして童話作家・詩人である宮沢賢治の生涯をモチーフに「父と子」の関係性を主テーマとして描いた作品。宮沢賢治生誕百周年を記念して企画されたメディア作品のひとつで、関連映画は東映と松竹で競作され、東映は本作を、松竹は『宮澤賢治 その愛』を製作した。主人公である賢治の心象風景や作中世界の描写をCGによるアニメーションで実写合成している。
企画協力者として宮澤清六・宮澤和樹の両名を加え、商業映画で伝記映画を作る場合に基本的な手法といえる史実と宮沢童話をアレンジして宮沢の生涯を再構成している。ドキュメンタリーではないため、当然、史実とは異なる部分も多い。
第20回日本アカデミー賞における複数の部門において優秀賞を獲得。広報においては「『ほんとうのさいわい』を探して―― 」をキャッチコピーとしていた。

## あらすじ
岩手の質屋に生まれた宮沢賢治は、その優しい心根ゆえに、傍目には貧乏人を利息で苦しめるかのように見える生家の商売に苦悩し、父・政次郎と衝突を繰り返していた。旧制中学を卒業後、賢治は病床に付し、のち上京して国柱会の活動に関わっていくが、それは父との反目を深め、旧来の友人であった保阪嘉内との反目を生み、賢治自身の懊悩をより色濃く映していく。その苦しみの中で賢治は旧制中学以来の手慰みであったペンを走らせ続けていく。また政次郎も自身が酸いも甘いも噛み分け続けた商売人であるがゆえに、賢治の純朴さゆえの行動を理解できず、ただ傍目には不幸へと突進し続けていくかの如き息子・賢治の姿に親として嘆き悲しみ悩み続けていた。
妹の病気の悪化や友人との衝突をきっかけに故郷へと帰ってきた賢治は、花巻の農学校に勤めて芝居を交えた授業で信頼を得る。しかし、そんな彼を待ち構えていたのは最愛の妹の死と、机上の農業と農村を取り巻く現実との乖離だった。それらに打ちのめされてしまった賢治は、ついに学校を辞して在野の農村に下り、鍬を振るい芸術を広める道を選ぶが、そんな彼に農民たちは「道楽百姓」と冷たい視線を向け、政次郎は賢治の弟である清六に家業を譲り政界へと打って出る。そんな家族に背を向けて鍬を振るう賢治を襲ったのは東北の過酷な冷水害、さらにそれによって生活人心を荒廃していく農民たちの姿だった。悲しみの底に沈んだ賢治は失意の果てに農業から離れ、肥料会社の営業技師となる。
やがて賢治は病身に倒れ、実家に引き取られる。母は賢治が「人のために生きようとして、自分の事をまったくしない」事を、ただひたすらに嘆くが、弟の清六は、そんな母に兄がそうなったのは他ならぬ親のせいだと忠言する。そして賢治は今わの際に法華経の頒布とともに「自身の作品は生涯の迷いの跡でしかない」と処分するよう遺言。それを聞いた政次郎は最後の最期で賢治に「よく言った。お前もなかなか偉い」と、その心根を認め、賢治はその言葉に満足しながら帰天した。
賢治の遺品整理をしていた政次郎は、彼が生前愛用していたトランクから一冊の手帳を見つける。その手帳に記されていた『雨ニモマケズ』を読み、政次郎はただ息子の純粋さ、愚かさ、そしてその魂の高潔さに大粒の涙をこぼし続けるのであった。

## 登場人物

### 宮沢家
宮沢賢治
演 - 緒形直人
岩手県は花巻の質屋の長男として生まれるが、傍目には弱い者いじめにすら見えてしまう自家の生業を嫌い、父との衝突を繰り返す青年。心が素朴で優しい人物だが、それゆえに大局観に欠けており、それを踏まえて自家に借金を申し込む人間を理をもって理解するようにとする父親の言葉を全く理解できずにいる。自身の人生や父の生業によって苦境に追い込まれる人々の姿に惑い迷い悩んだ挙句法華経に傾倒し国柱会に入るが、その盲目的な信仰姿勢によって友人離れを引き起こしてしまい、また父親からの怒りも買い続けていく。
外面は大人しいものの内面は激情的であるがゆえに、人付き合いには難を持ち、その感情を詩歌や小説へとぶつけていく。その様に自らを「わらし（子ども）」と評するようになっていく。その人生の全てをかけて「ほんとうのさいわい」を探し続けようとするが、それがゆえに身を持ち崩し、身体健康と社会身分的な意味においては破滅へと突き進んでいく。
宮沢政次郎
演 - 渡哲也
賢治の父。代々の質屋を営む。家業を嫌い、盲目的に「弱い者の味方」をしようとする賢治に対して現実と大局を見て行動するようにと、賢治にとって苦い忠告をぶつけ続けており、息子の主張に対しては「目先しか見えていない」「自分の事しか考えていない、手前勝手な子どもの理屈」とにべもない。賢治に「みんなの幸せを考えろ！」と叱咤するが、本人的には「みんなのしあわせ」を考えているつもりの賢治にはその声は欠片も届かない。この時代の父親の例にもれず父権主義的であり、家族に対しては高圧的。特に賢治に対しては「ゆくゆくは長男として兄弟一族を率いてほしい」という思いから壮絶に厳しく接しており、息子の反発を招いている。その一方で賢治の有様を解っていながらも、自身の価値観ゆえにその生き様を理解・矯正してやれず、賢治を怒る事しかできないと自らの無力に苦しみ続ける不器用な愛情を持つしかできない悲しい父親でもある。後に周囲に推されて政界へと進出し「地域のさいわい」のために粉骨砕身していくが、その際に周囲の説得から賢治に家業を継がす事を諦め、賢治への諦観と共に、その弟の清六に家の身代を譲る。ただし当選祈願の宴席が行われた折に、親族たちから賢治の事を悪し様に貶された際には「賢治がお前たちに何か悪いことをしたのか！」と烈火のごとく激怒。賢治の没後には遺された遺作に大粒の涙をこぼし「賢治は天才だった。自分には解っていた」と悔やみ、親としての愛情を見せた。
宮沢トシ
演 - 水野真紀
賢治最愛の妹で、賢治の理解者の一人。東京の女学校に通っていたが、体を壊して実家に戻った。賢治の心情を慮り、病身の中でも彼の意を汲んでくれる優しい妹。若くして亡くなり、その死と愛別離苦は賢治の生涯を貫く大きな悲しみと嘆きになる。
宮沢清六
演 - 原田龍二
賢治の弟で、兄の最大の理解者。賢治の代わりに父より家業を継いで業態を広げ、その利益で賢治の活動を支援し続ける。傍目には破滅に向かっていく兄だが、一方でその心情を慮り、苦言を呈する事はできずにいた。のち病床に倒れる賢治を見つけて家に連れ帰り、その看病を自ら続ける。イチの「（賢治は）自分の事を考えずに他人の事ばかり考える」という母としての嘆きに対して「母さんがそのように兄さんたちを育てた」と言い放った。
宮沢クニ
演 - 大沢さやか
賢治のもうひとりの妹。イチに付き添い賢治を心配するが、一方の賢治の農村の人々ばかりを見て家族の心を顧みない態度に怒りを募らせてしまう。
宮沢イチ
演 - 星由里子
政次郎の妻で賢治たち兄妹の母親。兄弟に「誰かのためになる人になるように」と言い聞かせて育てていた。本人としては、それは「自分が幸せになるために」「自分がまず満たされて幸せになってから」という前提の元での話だったが、長兄の賢治は「自らの幸せ」すらも振り捨てて、それを求めていくようになってしまい、母としての大きな嘆きの元となる。病床に倒れた賢治を前に、清六に対してそれを嘆くも、他ならぬ清六に「母がそれを教えた」と指摘され、賢治は自分の教えをただ守り続けただけだったのだと思い知る。

### 賢治の周りの人々
平井安太郎
演 - 山本龍二
宮沢家に質入れに来ていた小作農。期待していただけの額を借り入れることが出来ずに「貸してもらえなければ娘を身売りに出すしかなくなる」と嘆く。それを目にした賢治が政次郎に金を貸すように説得。政次郎は渋々賢治の言葉を聞く。だが、それは政次郎が賢治に対する説教のタネとして行った事であり、実は安太郎に娘などおらず、貸した金は博打に消える事、そして貸した金は決して帰ってなど来ずに以降の安太郎の人生は利息すら払えずに多重債務で破滅に向かっていく事などを知らされて、賢治が父に精神的にボロボロに打ちのめされるきっかけとなる。
のち息子が花巻の農学校に学ぶようになり、再び賢治と接点を持つようになる。自家の都合により息子を退学させて家に呼び戻し農業の手伝いをさせるが、それを思いとどまらせてきちんと息子の学業を完遂させるように説得にやってきた賢治を「きれいごとばかり」言う「道楽者」だと罵ってしまう。だが、息子が賢治を慕う姿勢や、のち賢治自身が鍬を振るう姿を見て思い直し以降は自らも仕事に精を出して賢治の理解者となっていく。
平井
演 - 角田英介
安太郎の息子。花巻の農学校における賢治の教え子の一人で、バイトとして賢治の研究レポートの清書などを請け負っていた。のち家の事情で、父親に家に呼び戻されて中退する。学校に戻るように説得に来た賢治に「勉強なんて贅沢な事はもうできない」と、当時の農村の常識ではあるものの賢治にとって衝撃的な言葉を無自覚に言ってしまう。のち農村に下した賢治を父と共に支えていく。
保阪嘉内
演 - 椎名桔平
賢治の旧制盛岡中学時代の最大の親友。同じ文芸部に属している。家は地域を治める名主で、小作を虐げる父を嫌い、賢治と共に「貧しき者を救う」と誓いを立てる。学内同人誌において天皇批判ととれる文章を書いたために退学処分となってしまい、実家に戻って青年団活動に従事し、農村の現実を知る。その立場から賢治の盲目的信仰や理想論に対して、反目と対立を徐々に際立たせてしまい、賢治に「農村は救えない」「拝んでもなんにもならない」「救いは無い」「あきらめろ」と言い放ち、長らくの友情を決裂させてしまう。のち河本義行の計らいと仲介により賢治と和解する。
河本義行
演 - 大森貴人
賢治の旧制盛岡中学時代の友人で、賢治や保坂と同じく文芸部の同人であった人物。保坂との友情を決裂させた賢治の元を訪れて、彼のその後の消息を賢治に伝えた後、先方に和解の意向がある事を伝える。絶望に膝を折り続け執着を失くしていく賢治を心配する。
藤原嘉藤治
演 - 袴田吉彦
賢治が勤める花巻の農学校の、隣に在する女子校の音楽教師。賢治が生徒たちと共に騒ぎ、授業を邪魔されるために当初は反感を持っていたが、素直に詫びる賢治の姿にあっけにとられる。同時に賢治から詩集『春と修羅』を渡されて半信半疑のうちに読み、その類稀なるセンスに衝撃を受け、賢治の協力者になっていく。
のち、農村に下した賢治に請われ、地域の農民たちに音楽を教えて楽団を率いるようになる。
畠山栄一郎
演 - 森本レオ
賢治が勤める農学校の校長。賢治の才能や優しさを認めてくれている、よき理解者だったが、別の学校に転任する。転任時、藤原に賢治の事を託す。
新校長
演 - 上田耕一
畠山の後釜として農学校に赴任した新しい校長。賢治のやり方をカリキュラムにないもの、科学的でないもの、国の役には立たない外道として心底嫌う。
高瀬露
演 - 斉藤由貴
農村に下した賢治の精神に共感し、彼の世話を買って出たクリスチャンの小学校教師。賢治を心から慕っており、周囲も賢治に落ち着いてほしい、幸せになってほしいと後押しする。だが生きる喜びを普通に解ってもらおうとしてカレーを作るなど優しく接する露に対して、当時の賢治は他を差し置いて自らが幸せになることを嫌ったためにすれ違ってしまう。賢治自身、自らの死期を悟ってしまい生に対しての諦観を考えていた事から「自分はもう長く生きられない。愛情に生きている暇はない」と、その愛情を拒絶してしまう。そのため露は賢治に絶望し、結果として悲恋に終わる。

### 賢治の幻想の中の登場人物
銀河鉄道の車掌
演 - 斎藤洋介
殿様蛙
演 - たてかべ和也（声）

## スタッフ
- 監督：大森一樹
- 脚本：那須真知子
- 音楽：千住明
- 主題歌：金沢信葉「Dearest You」
- 撮影：木村大作
- 照明：安藤清人
- 美術：松宮敏之
- 録音：堀池美夫
- 編集：荒木健夫
- アニメーション演出：貝澤幸男（東映動画）
- アニメーションプロデューサー：清水慎治（東映動画）
- 企画：佐藤雅夫
- 制作プロデューサー：奈村協・中山正久
- 企画協力：宮澤清六・宮澤和樹
- 制作：「わが心の銀河鉄道　宮沢賢治物語」製作委員会
- 配給：東映

## 製作

### 製作会見
記者会見で大森一樹監督が「賢治という人は『ゴジラ』と同じくらいマニアックなファンが多く、資料も多いが、私なりの賢治像を描く」と抱負を述べた。

### 演出
大森監督は前年に兵庫県芦屋市のマンションで阪神・淡路大震災に被災。再建のために自治会活動などに積極的に関わっていた。その過程で日本人の良さは、独特の優しさや気遣いで、逆に欠点は何でもなあなあにするところや、大人の討論が出来ない、これだけ想像力に欠ける人ばかりの国はない、などと感じた。演出意図について「聖人、宮沢の一代記では面白くない。現代に通じる青春映画にしようと思った。ある意味では僕たちの70年代の青春を描いた。学生時代、僕たちもささやかだけど世界を幸福に考えていた。そして賢治にとっての藤原嘉藤治や保阪嘉内のような、自分を変えてくれる大切な友人を持っていた。90年代の今、バブル崩壊以降の精神が荒涼とした中で、多くの日本人は誰かの力を借りて立ち上がろうとしている。今の賢治ブームもそんなムードが関係していると思う。この映画で、やっぱり自分の力で立ち直らないといけないんだと分かってほしい。阪神大震災を通じて日本人の良い面、悪い面がはっきり見えた。それが映画の人物像に深みを与えたのかもしれない」などと述べた。

### キャスティングなど
主演の緒形直人は、本作で初めて現場で役者がアイデアを出すという経験をしたという。緒形は元々スタッフ志望で『優駿 ORACIÓN』（1988年）以降も俳優を続けることに迷いがあったが、俳優という職業への意識が本作の参加で180度変わったと話している。
渡哲也の本格的映画出演は1976年の『やくざの墓場 くちなしの花』以来20年ぶり。東映社長・岡田茂は、1972年に渡を東映に移籍させようと画策したが渡に断られた。しかしその後も付き合いは続き、岡田会長に映画復帰を促され、ようやく承諾し出演した。渡の所属する石原プロモーションもこの間、映画製作に意欲を見せてはいたが実現には至らなかった。映画界に本格復帰した本作でこの年の各映画賞助演男優賞を独占した。大森監督は「僕にとって渡さんは、ロバート・デ・ニーロをキャスティングできたようなものです」と述べた。また撮影に木村大作を迎え、東映京都撮影所でメガホンを執れたのも嬉しい初体験で、「自分の世代の監督でこんなことが出来たのは僕だけ、という自負はある」と話した。

### 撮影
宮沢賢治を題材とした場合、ある程度事実を踏まえてシナリオを書かなければならないという制約があり、賢治の私生活は映画的に面白い題材には乏しく、当初から懸念された。このため映像の出来不出来がかなりのウェイトを占めてくると判断され、撮影には木村大作が起用された。若い監督は木村にビビり、オファーもなかったが、一回り以上若い大森監督から「木村さんでやりたい、というオファーを受け感激した」と話している。木村は「アニメーションなんか使わなくてもオレがいくらでもいい画をとって撮ってやるから」とアニメーションとの合成を嫌がったが、監督とプロデューサーから「ファンタジーの部分を前面に押し出したい」という希望にやむなく承諾した。
1996年6月20日クランクイン、8月10日クランクアップ。

### ロケ地
本撮影の前にロケハンも兼ね、冬の岩手山を撮るため、木村は助手二人を連れ、自家用車で京都から片道1100kmかけ10日間岩手山の実景撮影を行った。この他、京都府亀岡市、篠山市丹波篠山などで実景撮影を行っている。俳優参加の撮影は岩手県盛岡市や花巻市など。その他、東映京都撮影所最大の第11ステージに400坪の宮沢家のセットが、東映太秦映画村に宮沢家の表と羅須地人協会のセットが建てられ、屋内や庭園シーンの撮影はここで行われた。

## 興行
1996年秋の洋画も合わせた映画興行は、大人の観客を集めた前年の『マディソン郡の橋』のような目玉作品もなく、各社チャンスであった。東映は前年の『きけ、わだつみの声 Last Friends』『藏』同様、団体動員をかけ、前売り券60万枚を確保。しかし松竹の『宮澤賢治　その愛』とも観客ターゲットは高年齢層で、両作品の区別もしにくく、松竹が『宮澤賢治　その愛』を一ヶ月早く公開したため、東映が作った話題に松竹が乗っかる形となった。「宮沢賢治生誕百周年」は地元では盛り上がったものの全国的にはもう一つ。宮沢賢治という素材が受け入れられず、松竹『宮澤賢治　その愛』も期待通りの稼働にならず、東映の本作品も不本意な成績に終始した。

## 受賞
- 第20回日本アカデミー賞 以下各部門優秀賞[19]
  - 優秀作品賞
  - 優秀監督賞（大森一樹）
  - 優秀脚本賞（那須真知子）
  - 優秀主演男優賞（緒形直人）
  - 優秀助演男優賞（渡哲也）
  - 優秀助演女優賞（水野真紀・星由里子）
  - 優秀音楽賞（千住明）
  - 優秀撮影賞（木村大作）
  - 優秀照明賞（安藤清人）
  - 優秀美術賞（松宮敏之）
  - 優秀録音賞（堀池美夫）
  - 優秀編集賞（荒木健夫）
  - 新人俳優賞（水野真紀）
- 第39回ブルーリボン賞 助演男優賞（渡哲也）
- 第70回キネマ旬報ベスト・テン 助演男優賞（渡哲也）

## 小説版
メディアミックス作品として角川書店の文庫レーベル角川文庫クラシックスより、映画脚本を元とした小説版が発売された。当初より文庫書きおろしとして執筆・発刊された作品である。執筆者は漫画原作者・小説家の鈴木俊介。原作者名義は映画脚本を担当した那須真知子となっている。
物語内容は、ほぼ原作映画を踏襲したもの。小説版の特徴として、角川文庫所収版を底本とした宮沢賢治作品の引用が頻繁に行われている事が挙げられる。

### 書籍情報
『わが心の銀河鉄道 -宮沢賢治物語-』原作：那須真知子。ノベライズ：鈴木俊介。角川文庫クラシックス・刊。平成8年9月25日初版発行。ISBN 4-04-199601-5 定価470円（税込456円、当時）/ ISBN 978-4041996010 (新ISBNによる再版分)